# کوهی هیراماتسو
کوهی هیراماتسو (انگلیسی: Kohei Hiramatsu؛ زادهٔ ۱۹ آوریل ۱۹۸۰) بازیکن فوتبال اهل ژاپن است.
از باشگاه‌هایی که در آن بازی کرده‌است می‌توان به باشگاه فوتبال شیمیزو اس-پالس اشاره کرد.